# Вара (притока Судості)
Вара (рос. Р. Вара; Вара) — річка в Україні й Росії у Новгород-Сіверському й Погарському районах Чернігівської й Брянської областей. Права притока Судості (басейн Десни).

## Опис
Довжина річки 47 км, площа басейну водозбору 447 км², найкоротша відстань між витоком і гирлом — 29,51 км, коефіцієнт звивистості річки — 1,59. Формується багатьма притоками, струмками та загатами.

## Розташування
Бере початок на південно-східній околиці села Внутрішній Бір у заболоченій місцині. Тече переважно на північний схід територіями Новгород-Сіверського Чернігівської та Погарського району Брянської областей. На північно-східній околиці села Лукін (Росія) впадає в річку Судость, праву притоку Десни.
Населені пункти вздовж берегової смуги: Україна (Вороб'ївка, Буда-Вороб'ївська, Красний Хутір, Бучки, Городище, Ясна Поляна); Росія (Колодезки, Гудівка, Затростяне, Чемерисівка, Вора).

## Притоки
- Чероваха, Вариця (праві); Веприк, Бучка (ліві).

## Цікаві факти
- Річка тече заболоченою місциною, мішаними та хвойними лісами[2].
- На правому березі річки на кордоні з Росією існує Лісовий заказник «Грем'яцький»[3].